# Cerithiopsis greppii
Cerithiopsis greppii là một loài ốc biển, động vật chân bụng trong họ Cerithiopsidae. Nó được mô tả bởi Buzzurro and Cecalupo, năm 2005.